# Parafia Świętych Cyryla i Metodego w Sahryniu
Parafia Świętych Cyryla i Metodego w Sahryniu – parafia rzymskokatolicka znajdująca się w dekanacie Tyszowce, w diecezji zamojsko-lubaczowskiej. 
Parafia erygowana została dnia 13 kwietnia 1923 roku dekretem ówczesnego biskupa lubelskiego, Mariana Fulmana. 
Do parafii należą wierni z następujących miejscowości: Malice kol., Miętkie-Kolonia, Sahryń-Kolonia, Sahryń, Kolonia Terebiń, Wronowice kol., Zagajnik.
Liczba parafian: 1000.